# Gerry Göbel
Gerry Göbel (19 februari 1949) is een Nederlandse voormalig ijshockeygoalie. Hij speelde in totaal 90 wedstrijden voor het nationale team en nam deel aan acht wereldkampioenschappen. Driemaal werd hij verkozen tot de beste doelman van het wereldkampioenschap.
In zijn actieve tijd was hij aangesloten bij Tilburg Trappers. Sinds het seizoen 1999-2000 is er een Gobel-De Bruyn-Trofee voor de beste doelverdediger in de eredivisie ingesteld die vernoemd is naar Göbel en zijn collega John de Bruyn.
Naast zijn sport is hij importeur van wintersportartikelen.